# Georgine Schwartze
Georgine Elisabeth Schwartze (Ámsterdam, 12 de abril de 1854-8 de agosto de 1935) fue una escultora neerlandesa. Destacó por el diseño y ejecución de una tumba de mármol para su hermana Thérèse, que fue declarada monumento nacional por el gobierno neerlandés: «Grafmonument van Thérèse Schwartze».                

## Biografía y obra
Schwartze provenía de una familia de artistas, su padre Johann Georg Schwartze y su hermana Thérèse Schwartze pintaban. Estudió en la Rijksakademie van Beeldende Kunsten y fue instruida por August Allebé y Ferdinand Leenhoff, entre otros. Fue miembro de la Asociación de artistas de Sint Lucas y de Arti et Amicitiae y ganó una medalla de oro en una de las exposiciones de Ámsterdam en 1895, la Amsterdamse Tentoonstelling van Levende Meesters (Exposición de Ámsterdam de artistas vivos) con una escultura de dos niños. Schwartze dio lecciones a Julie Mijnssen, Marie Cremers y otros. Junto con su hermana participaron en la organización de la exposición 'De Vrouw 1813-1913' de 1912 a 1913. y mantuvieron estrecha relación con otras pintoras y artistas del momento.
Retrató a las reinas neerlandesas Emma y Wilhelmina, entre otros. Una obra suya muy conocida es la tumba de mármol que hizo para su hermana Thérèse, retratista de éxito, tras su muerte en 1918. Está en el cementerio De Nieuwe Ooster desde la década de 1960 y es monumento nacional desde enero de 2004. Entre otras de sus obras se incluyen una figura de Martín Lutero, un busto de Herman Boerhaave, una placa de JCA Wertheim Salomonson y un monumento al músico Albert Pomper. Un bronce de Gustav Mahler realizado por Schwartze fue colocado en el vestíbulo principal del Royal Concertgebouw de Ámsterdam durante el Gustav Mahler Festival Ámstedam 1920.
El Rijksmuseum de Ámsterdam custodia un retrato de Schwartze realizado por su sobrina, la también artista Lizzy Ansigh (1885-1959).

## Obras

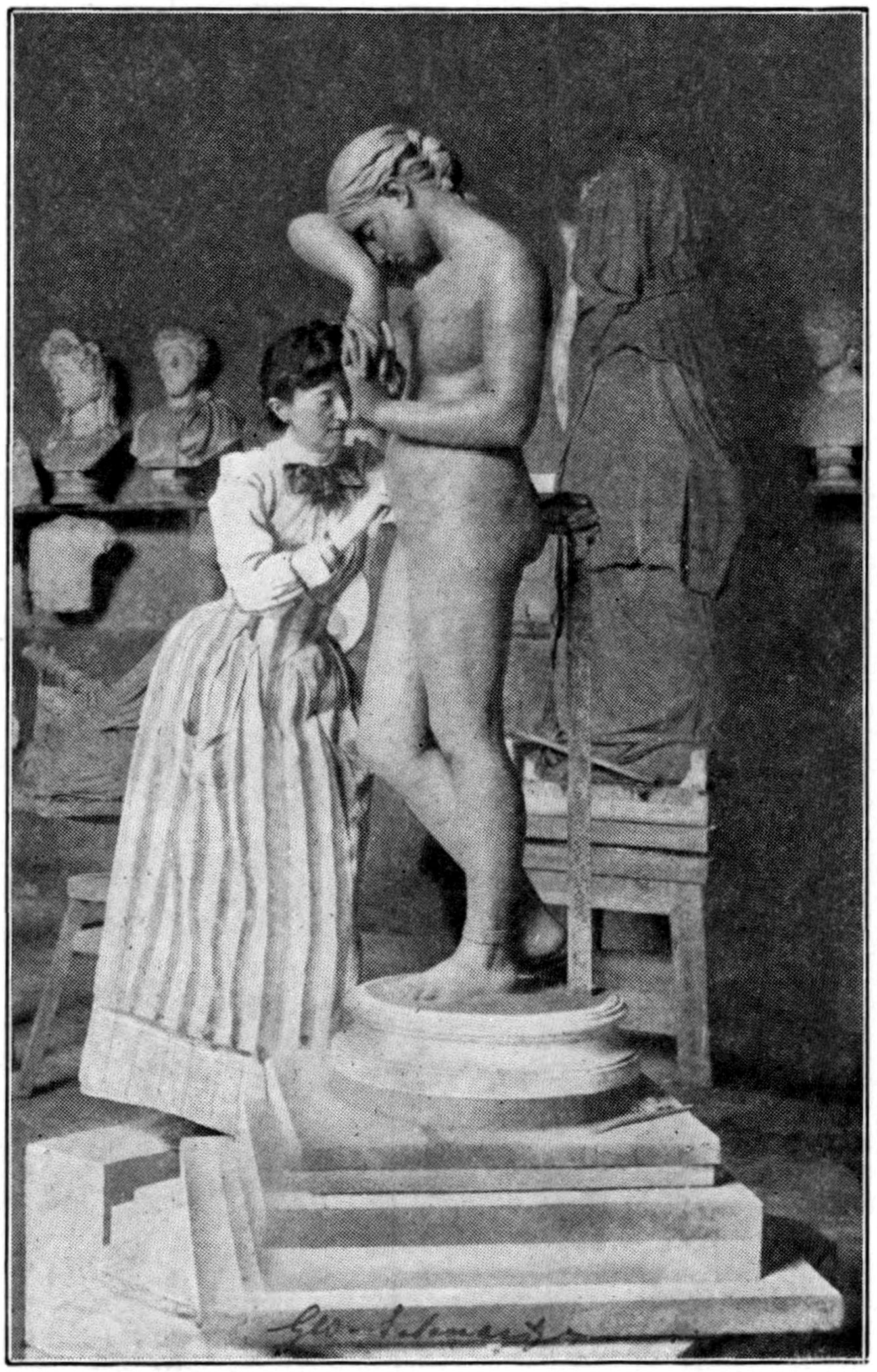
Georgine Schwartze, trabajando en su estudio, 1913
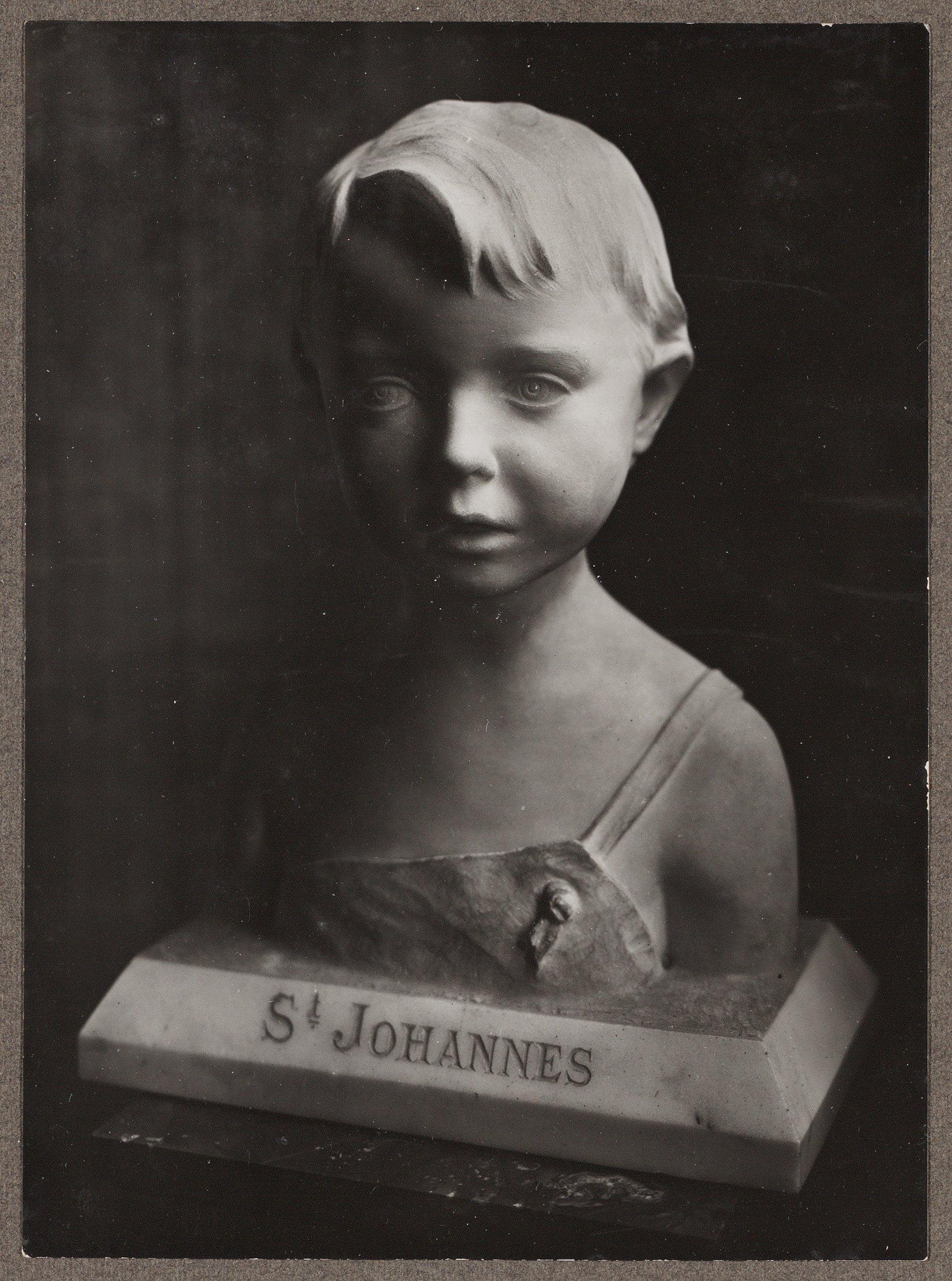
Busto de Juan Bautista de niño (foto de 1915)
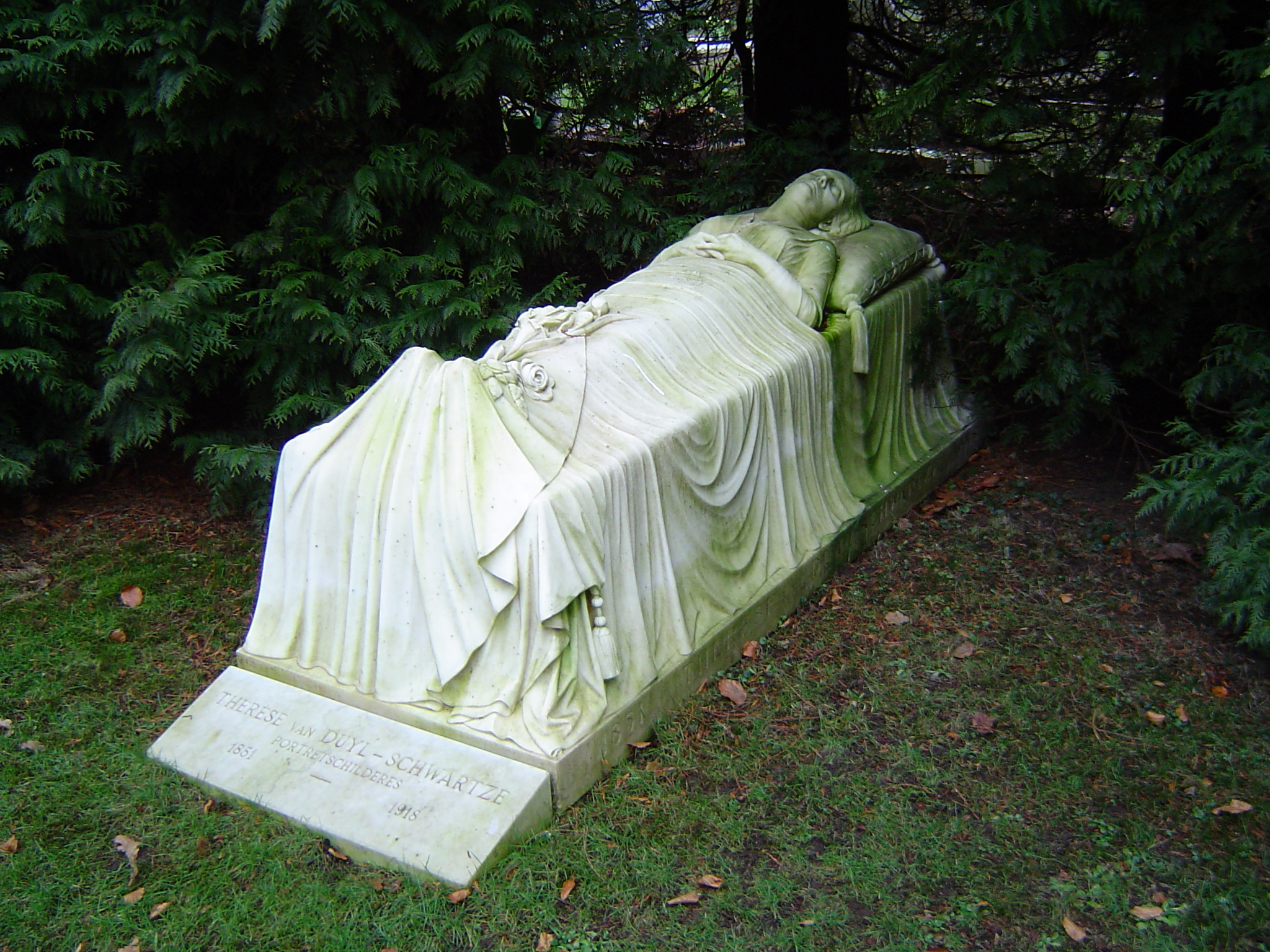
Monumento funerario de Thérèse Schwartze (1922)
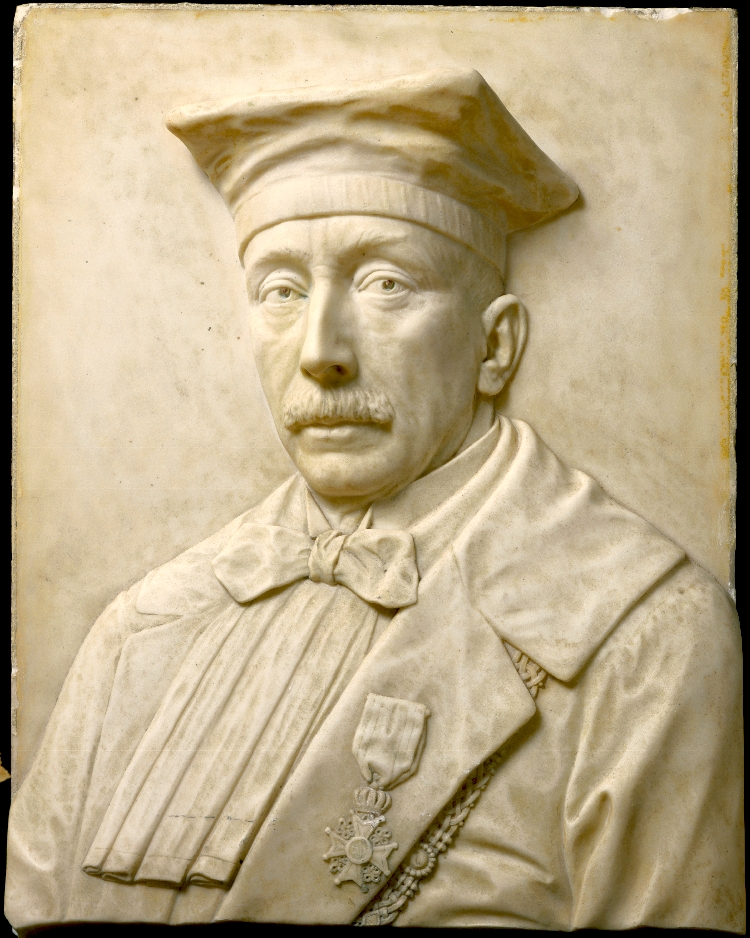
J. Wertheim Salomonson (1923)
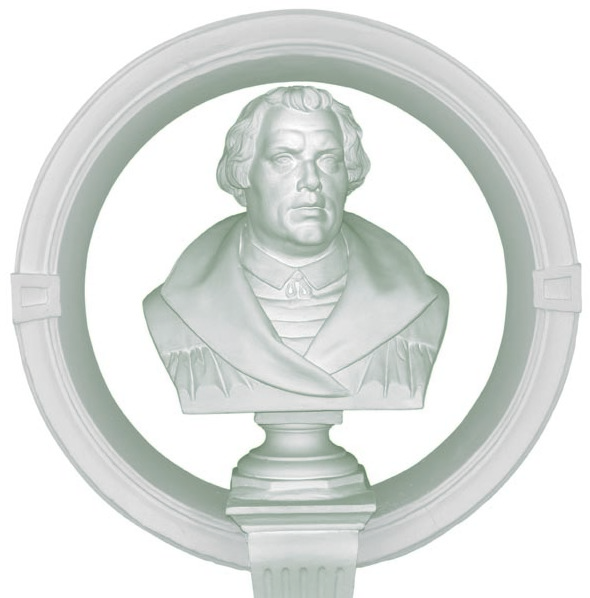
Martín Lutero